# Voskehat (Aragatsotn)
Pour l’article homonyme, voir Voskehat (Armavir).
Voskehat (en arménien Ոսկեհատ ; jusqu'en 1949 Patrinj) est une communauté rurale du marz d'Aragatsotn, en Arménie. Elle compte 1 120 habitants en 2009.

## Les pétroglyphes de Voskehat
Sur une colline à quelques kilomètres au nord-ouest de Voskehat se trouvent plusieurs concentrations de pétroglyphes. Ceux-ci représentent essentiellement des animaux (bouquetins, cerfs et chevaux), ainsi que des anthropomorphes, le plus souvent des chasseurs ou des adorants. Ces pétroglyphes datent de l'Âge du bronze et du début de l'Âge du fer.